# Distretto di Tha Luang
Il distretto di Tha Luang (in thailandese: ท่าหลวง) è un distretto (amphoe) della Thailandia, situato nella provincia di Lopburi.